# ホンダ・ストリーム (自動車)
ストリーム（Stream、STREAM）は、本田技研工業が生産・発売していたミニバン（またはステーションワゴン）に分類される小型乗用車である。

## 概要
全幅が1.7m未満（5ナンバー）の3列シート7人乗りのロールーフ・ミドルサイズミニバンとして2000年10月に登場した。2006年7月に2代目に引き継がれ、その後2010年9月には5人乗り仕様が追加された。
初代は2000年-2001年の日本カー・オブ・ザ・イヤーを受賞し、2代目でも2006年-2007年の日本カーオブザイヤーのベストバリュー賞を受賞。さらに、洗練されたシルエットと軽快で颯爽としたスポーティな走行性能によって人気を獲得。2代目もスポーティさで、セダンライクな走りを好むユーザーからには好評だったが、大胆な低床化などによってミニバンの主流とはなりえなかった。

## 初代 RN1/2/3/4/5型（2000年 - 2006年）
クリエイティブ・ムーバーとして登場したオデッセイの最大の弱点は、都市部や路地で取り回しに苦労する幅広（3ナンバー）ボディであるといわれており、かねてより5ナンバー枠に収まるミニバンの登場が噂されていたところ、2000年10月26日に公式発表され、翌27日（2.0L・4WD車は少し遅れて2001年1月18日）より販売を開始した。
2.0LのK20A型（154PS・マイナーチェンジ後は156PS）と1.7LのD17A型（130PS）の2種類のエンジンを搭載し、2.0L・2WD車がSマチック付きの5速AT、1.7L車と2.0L・4WD車が4速ATで、横置き直4エンジンと5速ATの組み合わせは世界初であった。プラットフォームは、グローバル・コンパクトプラットフォームが使用され、インテグラタイプR（DC5型）やシビックタイプR（EP3型）などと共用化された。
発売から10か月で累計販売台数は10万台を越え、ホンダの登録車としては「ステップワゴン」を抜く最短記録を達成する。
2001年10月19日
一部改良。オプション設定や内装色・ボディカラーの追加が行われたほか、電波式キーレスエントリーシステムにキーレスアンサーバック機能が追加され、「G」を除く全グレードにおいては、外気温表示機能、助手席コンビニフック、2列目グラブレールフック、コインホルダーなどを追加した。
2002年5月9日
「L」・「iL」をベースとした特別仕様車「スタイルS」を発売。専用フロントグリル、専用色マルチリフレクターヘッドライト（ブラッククローム・サブリフレクター）、専用色ホイールキャップ、ディスチャージヘッドライト（ハイ/ロービーム）、ホワイト3眼メーターなどを装備し、オーディオレス仕様とした。
2002年9月11日
一部改良（翌9月12日販売開始）。電波式キーレスエントリーシステムのリモコンを2個に増やし、パワーウインドウスイッチ照明が新たに追加され、助手席シートバックポケットにはファスナー式インナーポケットを追加した。外内装の質感向上も行われた。
2003年1月9日
「L」・「iL」をベースにした特別仕様車「スタイルA」・「スタイルN」・「スタイルS II」を発売。
「スタイルS II」は2002年5月に発売された特別仕様車「スタイルS」のバージョンアップ仕様で、新たに本仕様車専用ボディカラーとして「シグネットシルバー・メタリック」を追加した。
「スタイルA」は「スタイルSII」にプレミアムサウンドシステムを、「スタイルN」は「スタイルSII」にリアカメラ付ホンダ・DVDナビゲーションシステムをそれぞれ追加した仕様である。
なお「スタイルA」のAはオーディオ（AUDIO）の略、「スタイルN」のNはナビゲーション（NAVIGATION）の略となる。
2003年2月20日
「L」・「iL」をベースとした特別仕様車「コンフォートセレクション」を発売。本革巻きステアリングホイール、センターテーブル、インパネトレイマット、バニティミラー照明付サンバイザー、イグニションキー照明を装備した。
2003年5月8日
特別仕様車「エアロステージ」を発売。
「L」・「iS」をベースに、スポーティーフロントグリル、パンチングメタル調/本革コンビネーションステアリングホイール、パンチングメタル調パネル（センター・メーター・ドアグリップ）、センターテーブル、インパネトレイマット、バニティミラー照明付サンバイザー、イグニションキー照明を装備。さらに「L」にはアンダースポイラー、ディスチャージヘッドライト（ロー/ハイビーム）、フォグライト、ホワイト3眼メーターなどを、「iS」には16インチアルミホイールもそれぞれ装備した。
2003年9月24日
マイナーチェンジ（同年9月26日販売開始）。
ヘッドライトが「優しい目」から「鋭い目」に変更され、スポーツモデルの「アブソルート」が追加された。なお、既存グレードは「G」と「S」（「G」は1.7L車のみ、「S」は1.7L車と2.0L車を設定）・「S・Sパッケージ」に再編された。「S」（2.0L車）と「S・Sパッケージ」および「アブソルート」に3眼自発光式メーター（前者はホワイト、後者2つはレッドに発光）を採用。足踏み式のパーキングブレーキも前期型のハンドリリース式からフットリリース式に変更されている。
2003年12月4日
「アブソルート」に2.0L車を追加。ホンダ初採用のガソリン直噴エンジンであるK20B型と、マニュアルシフトモードの付いたCVTを搭載した。外観の意匠変更は大規模で、4灯式ヘッドライトなどが採用されている。
「アブソルート」は最初に設定されたオデッセイと異なり、標準仕様より車高やエンジンスペックが異なるといった差はない（エンジン、トランスミッションが専用の2.0Lを除く）。さらに、重量は標準仕様に比べて、2.0L仕様で40kg、1.7L仕様で20kg重くなる。
2004年10月21日
一部改良。メーカーオプションとして設定されていた「Uパッケージ」の装備品がすべて標準装備され、「S」にはディスチャージヘッドライト（ロービーム）と15インチアルミホイール（後者は2.0L車のみ）を、「G」を除く1.7L車にはイモビライザーをそれぞれ装備。また、オーディオレス仕様を「アブソルート」に加え、「S」にも拡大適応した。ボディカラーにはミスティパープル・パール（「S・Sパッケージ」・「アブソルート」に設定）とエターナルブルー・パール（「G」・「S」に設定）を追加した。
2005年3月3日
「S」・「S・Sパッケージ」・「アブソルート」をベースに、リアカメラ付き音声認識Honda HDDナビゲーションシステムを装備した特別仕様車「HDDナビ エディション」を発売。
2006年1月19日
一部改良。「S・Sパッケージ」と「アブソルート」を13万円値下げし、ディスチャージヘッドライトにオートレベリング機構を追加。グレード体系も見直され、最廉価グレードの「G」を廃止。併せて、「S」をベースにダークトーンの外内装を採用しつつ、ベースグレードよりも10万円安く設定した特別仕様車「スタイルセレクト」も発売された。
2006年6月
生産終了。在庫対応分のみの販売となる。
2006年7月
2代目と入れ替わる形で販売終了。

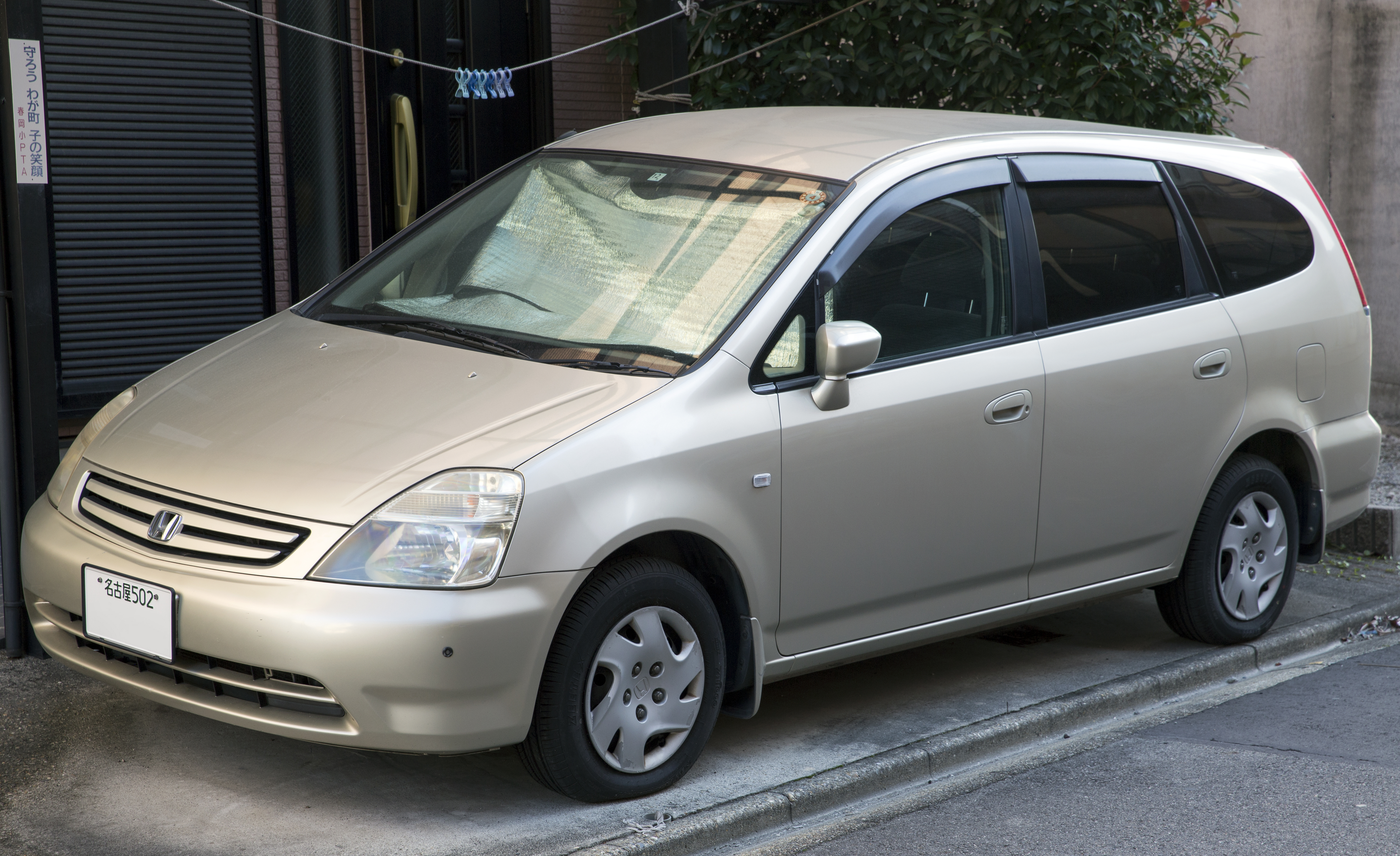
2000年10月販売型 (L) フロント
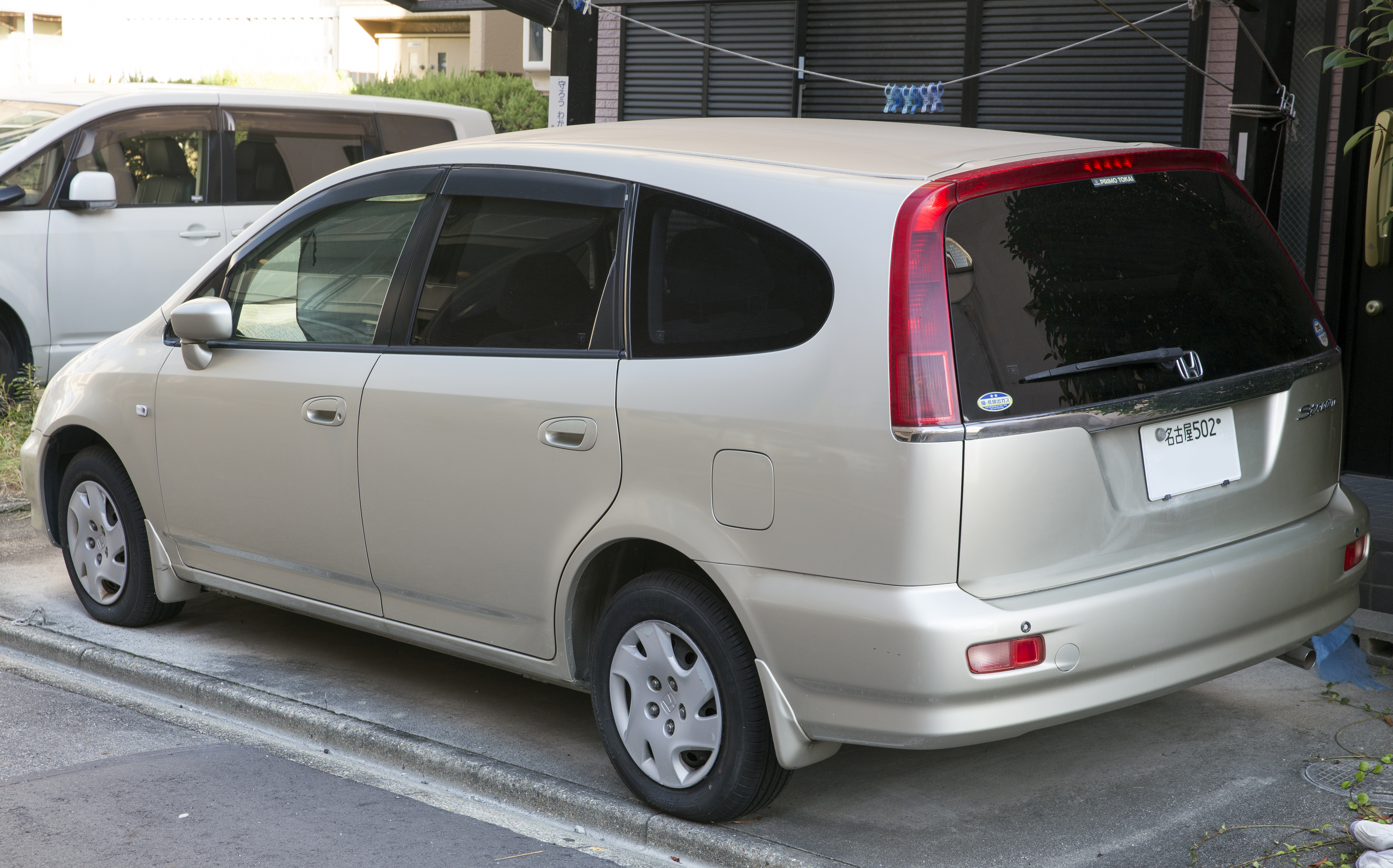
2000年10月販売型 (L) リア

## 2代目 RN6/7/8/9型（2006年 - 2014年）
2006年（平成18年）7月13日にフルモデルチェンジを実施。ロゴタイプが「Stream」からすべて大文字の「STREAM」に変更された。5ナンバー枠いっぱいに収めつつ、低床・低重心設計により機械式駐車場に入庫が可能なよう低全高化された。
エンジンはR20A型とR18A型の2機種。従来のK型エンジンと比較してロングストローク化された外、i-VTECにより部分負荷時に2個のうち1個の吸気バルブを遅閉じするミラーサイクルを採用し、低回転域のトルクの向上と低燃費を実現している。
トランスミッションには1.8 Lおよび2.0 L 4WDには5速ATが、2.0 L FFにはトルクコンバータ付CVTが採用されている。さらに、「RSZ」はステアリングにパドルシフトを備え、マニュアルトランスミッション感覚の操作を行うことができる。シフトレバーがDポジションにある場合では、パドルを操作すると自動的にマニュアルモードに切り替わり、その後走行状況等により自動的に自動変速モードに復帰する。Sポジションは、自動変速モードに復帰しないマニュアル変速モードであり、初代はレブリミットまで回すことができたが、2代目ではレッドゾーンに達すると自動的にシフトアップする。ダウンシフトブリッピングコントロールも装備されない。パドルはステアリングと連動して回転する。
初代の「アブソルート」に代わり設定されたスポーツグレードの「RSZ」は、通常グレードと比較してカタログ上の動力性能（エンジン出力）/全高を含む車体寸法の差はなく、サスペンションのセッティングやタイヤサイズ、パドルシフトの有無等が異なるのみである。また、標準仕様と比べ、「RSZ」の車両重量は20 kg重い。販売上でもRSZはスポーティな装備が充実しているにもかかわらず200万円前後からの割安な価格が受け入れられ、前期型の販売の中心となる。
新車乗用車販売台数は、2007年1月～12月の販売台数は57,351台。対前年比では139.4%であった。なお、目標月間販売台数は5,000台と発表されている。
2010年（平成22年）9月にエアウェイブが生産を終了し、2011年（平成23年）6月にフィットシャトルが発売されるまでの間、当車種の「RST」と「TS」がホンダでは唯一の5ナンバーステーションワゴンとして販売されていた。また、オデッセイが2013年（平成25年）11月のフルモデルチェンジによって車高の高いスライドドア付きモデルとなって以降は、ホンダが生産するミニバンとしては唯一車高の低いモデルであった。
2007年8月30日
新タイプの「スタイリッシュ パッケージ」を追加し、同時に販売比率の低いボディカラーを廃止した。
2007年12月20日
特別仕様車「HDDナビ エディション」を発売した。HDDインターナビシステムや、ディスチャージヘッドライトなどを装備している。
2009年6月18日
マイナーチェンジ。新たに、優れた加速性能とスポーティなエクステリアを採用した「RST」を、1.8 L・2.0 Lの双方に追加設定。日本市場で少なくなった5ナンバーサイズの手頃なワゴンを望む層の需要に対応する意味合いから、2列シート仕様のみが設定されている。
2.0 Lの「G」は追突軽減ブレーキ（CMBS）、アダプティブクルーズコントロール（ACC）、車両挙動安定化制御システム（VSA）やサイドカーテンエアバッグなどの安全重視装備を追加し、グレード名称も「Gi」に変更された。
また、既存の「X」「RSZ」も前後サスペンションの熟成による乗り心地、応答性、安定性の向上やフロント周り（フロントグリル・フロントバンパー）やシート表皮の変更、カップホルダー付大型コンソールボックスの追加など内外装の質感を向上。また、メーカーオプションで人気の高い「Honda HDD インターナビシステム」等を追加した「HDDナビパッケージ」を新たに設定した。なお、「X」と「Gi」は「平成22年度燃費基準+15%」を達成した。
2009年9月3日
一部改良。既存の「X スタイリッシュパッケージ」をベースに、「RSZ」のエアロパーツ・ブラック内装並びに15インチアルミホイールを装備した「ZS」（1.8 L・2.0 L共に設定）を追加し、当時のエコカー減税の適合対象外であった「RSZ」に代わり、販売の中心グレードになっていく。「ZS」は通常仕様の他に、2列シート仕様車「RST」に採用のフロントグリルと大型テールゲートスポイラーなどを装備した「Sパッケージ」、Honda HDDインターナビシステムとキーレスエントリーを追加した「HDDナビパッケージ」の3種類が設定された。
2010年4月5日
既存の「X」をベースに、メッシュタイプのフロントグリル、大型テールゲートスポイラー（ハイマウントストップランプ内蔵）、15インチアルミホイール、ディスチャージヘッドランプなどを装備した2列シート仕様の新グレード「TS」（1.8 L・2.0 L共に設定）を追加（4月8日販売開始）。
2011年8月22日
「ZS」をベースに、メッシュタイプのフロントグリル、LEDハイマウント・ストップランプを内蔵した大型テールゲートスポイラー、エアロリアバンパー&アンダーカバー、レッドステッチ付の本革巻3本スポークステアリングホイール、応急パンク修理キット（本装備に伴い、スペアタイヤレスとなる）を装備した特別仕様車「スポーティエディション」を発売した。
2012年4月5日
マイナーチェンジ。グレードを「RSZ」と「RSZ・Sパッケージ」の2タイプ（双方に1.8 Lと2.0 Lを設定）へ集約。乗車定員を6人に変更するにあたり、2人掛けとなった2列目シートにはセンタートレイを追加し、VSAも全グレードで標準装備化された。さらに、メーカーオプションとしてリンクアップフリー対応Hondaインターナビ、キーレスエントリー一体型キー（追加分）、フルセグテレビチューナーをひとまとめにした「インターナビパッケージ」を設定した。
2014年6月5日
同月中に生産終了することを明らかにし、同年11月までに販売終了となった。これにより、2015年（平成27年）2月にジェイドが発売されるまでの間、ホンダが生産するミニバンで重心の低いステーションワゴン風の車種が一時的に消滅した。

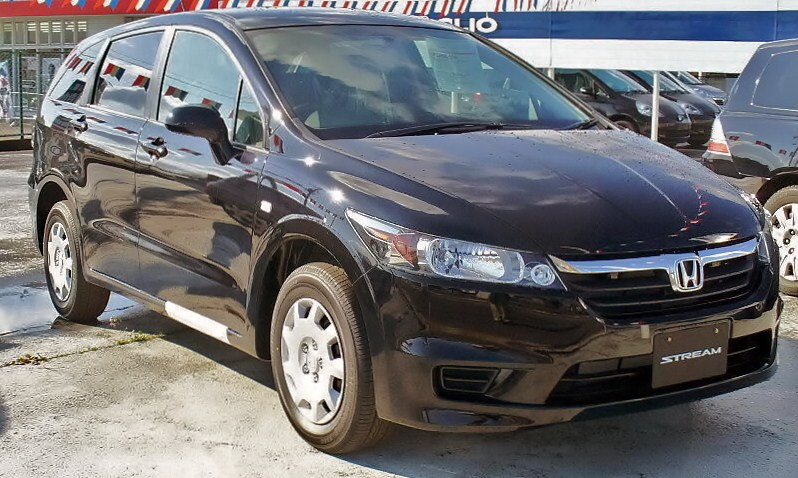
日本仕様 標準車 2006年7月販売型 フロント
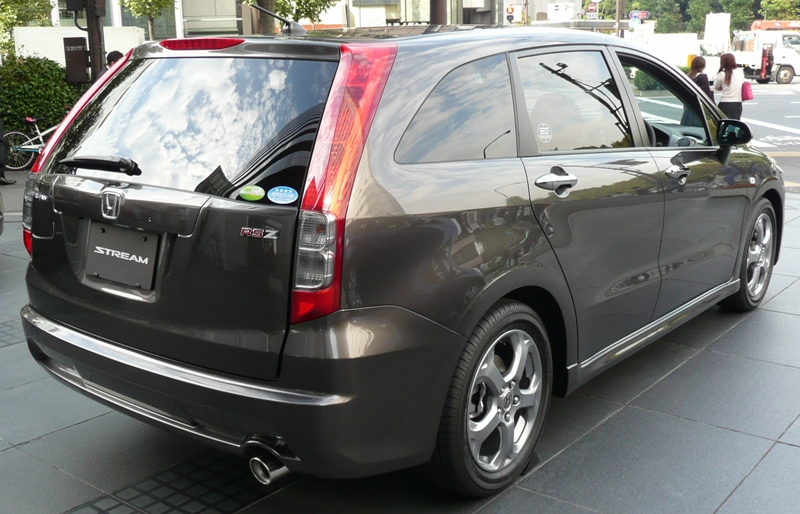
日本仕様 RSZ 2006年7月販売型 リア
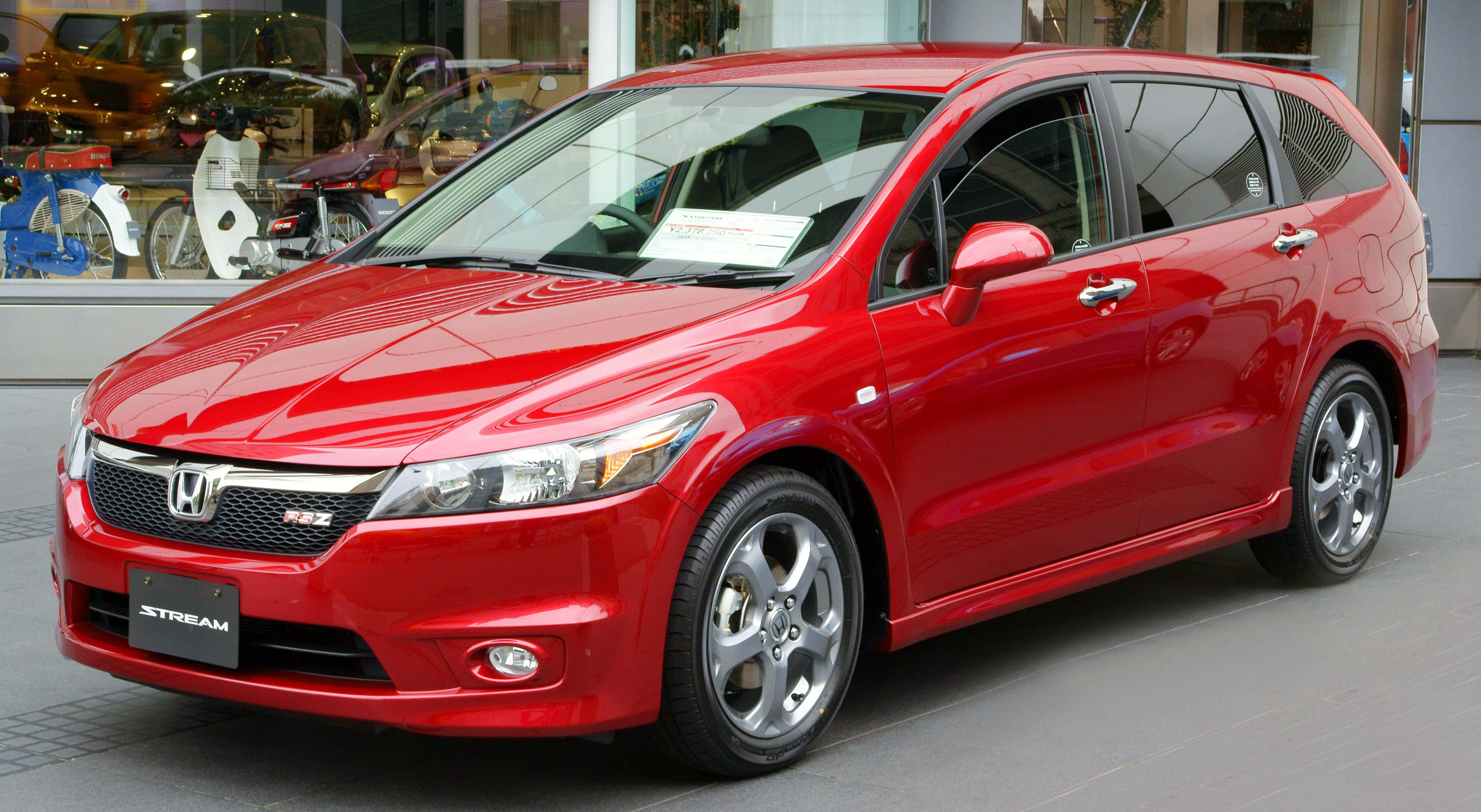
日本仕様 RSZ 2006年7月販売型 フロント
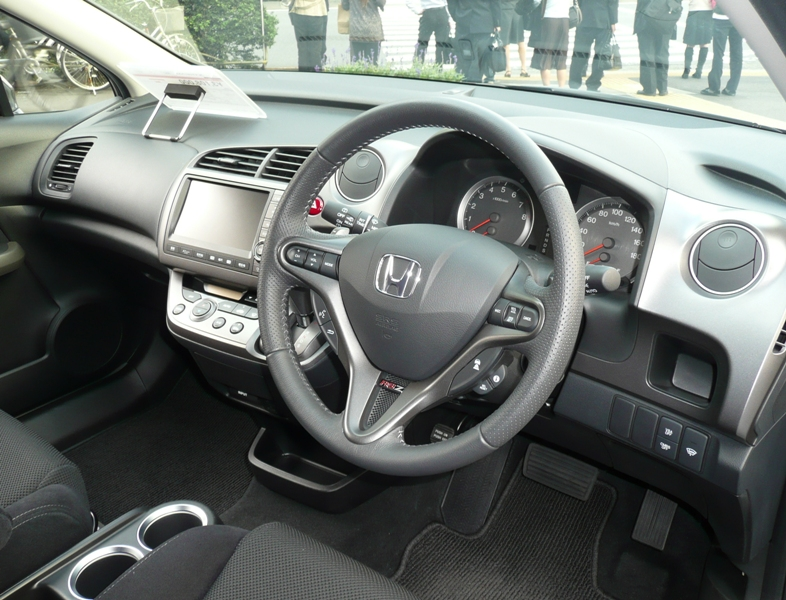
2006年7月販売型 車内

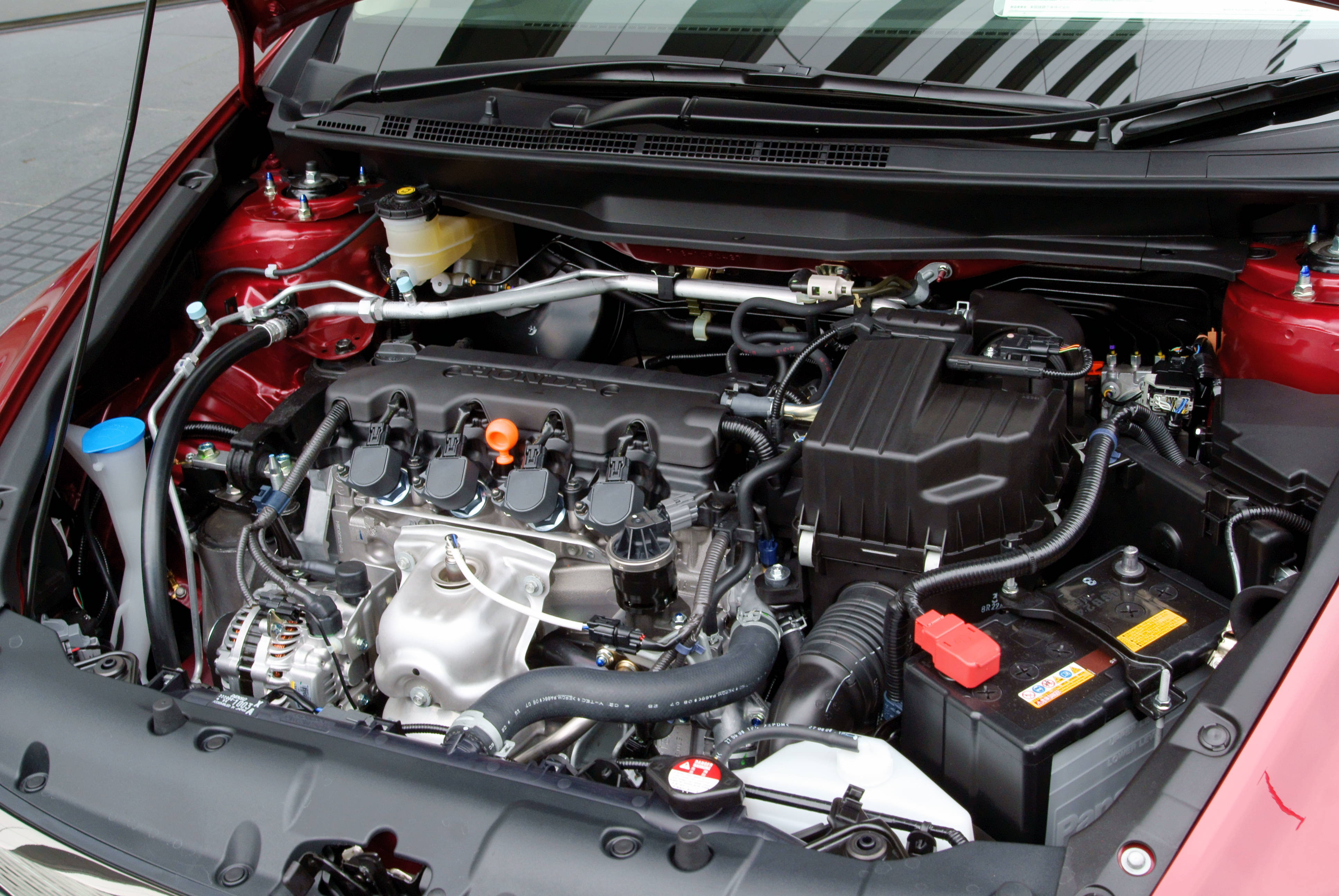
RSZ R20Aエンジン 2006年7月販売型
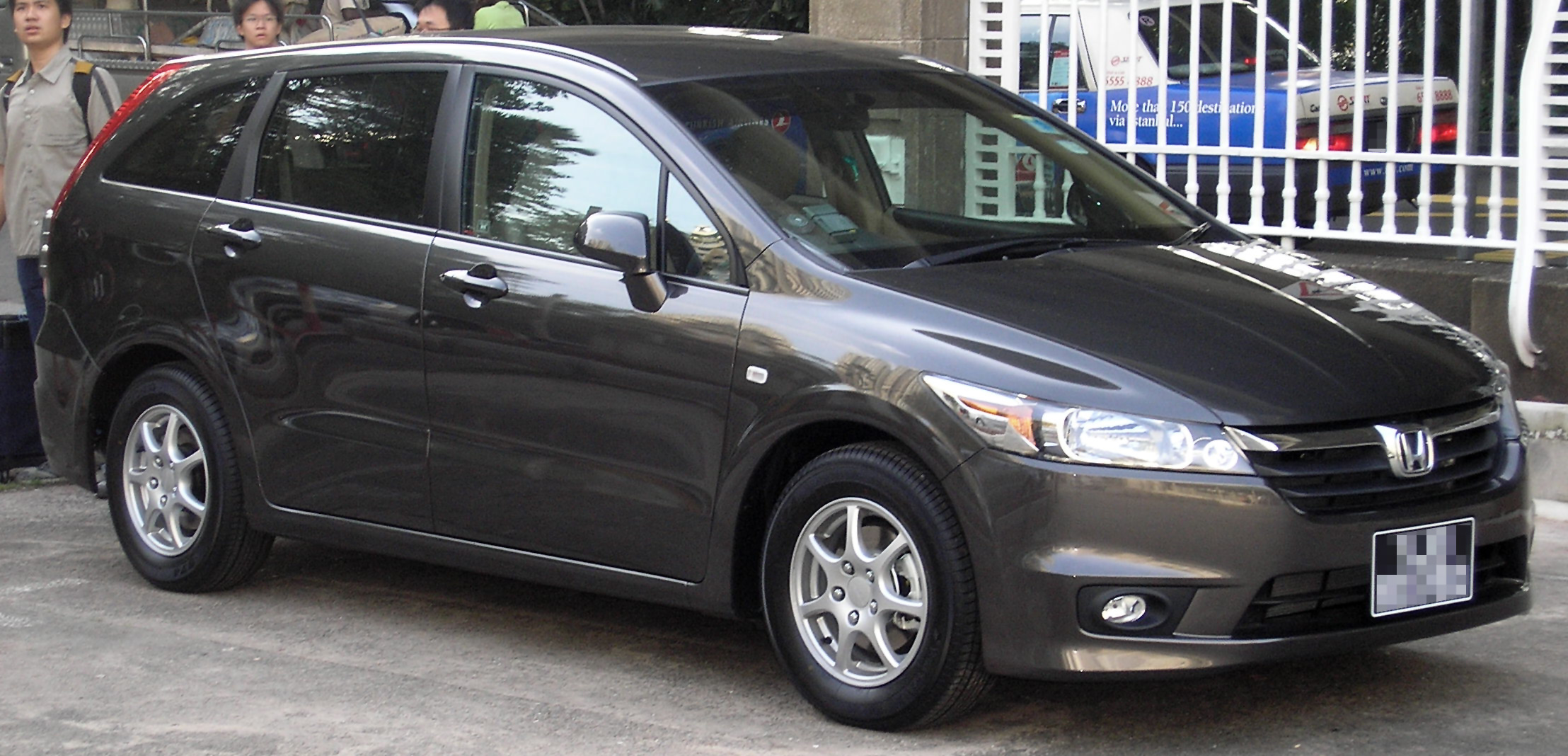
東南アジア仕様 フロント
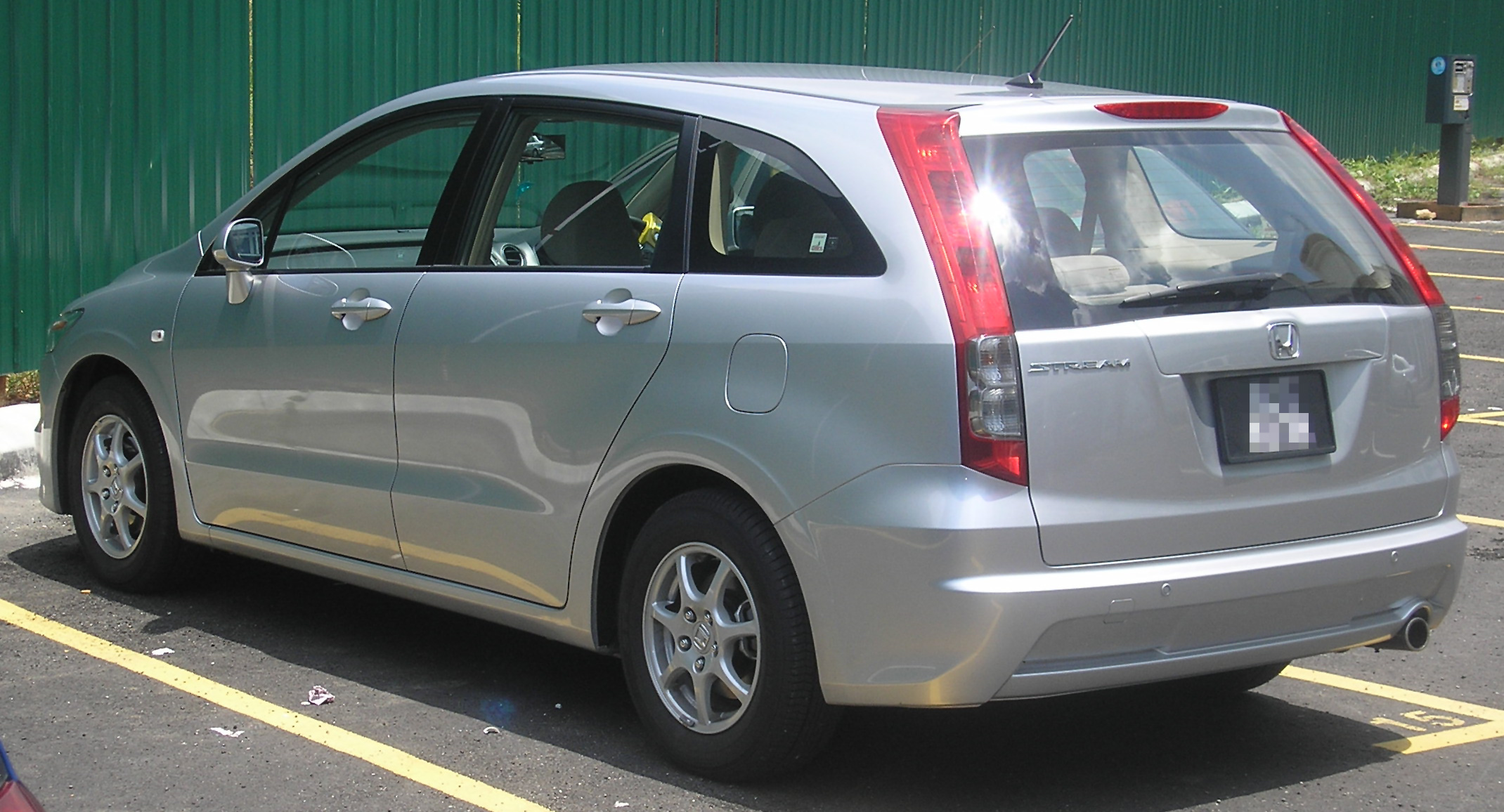
東南アジア仕様 リア
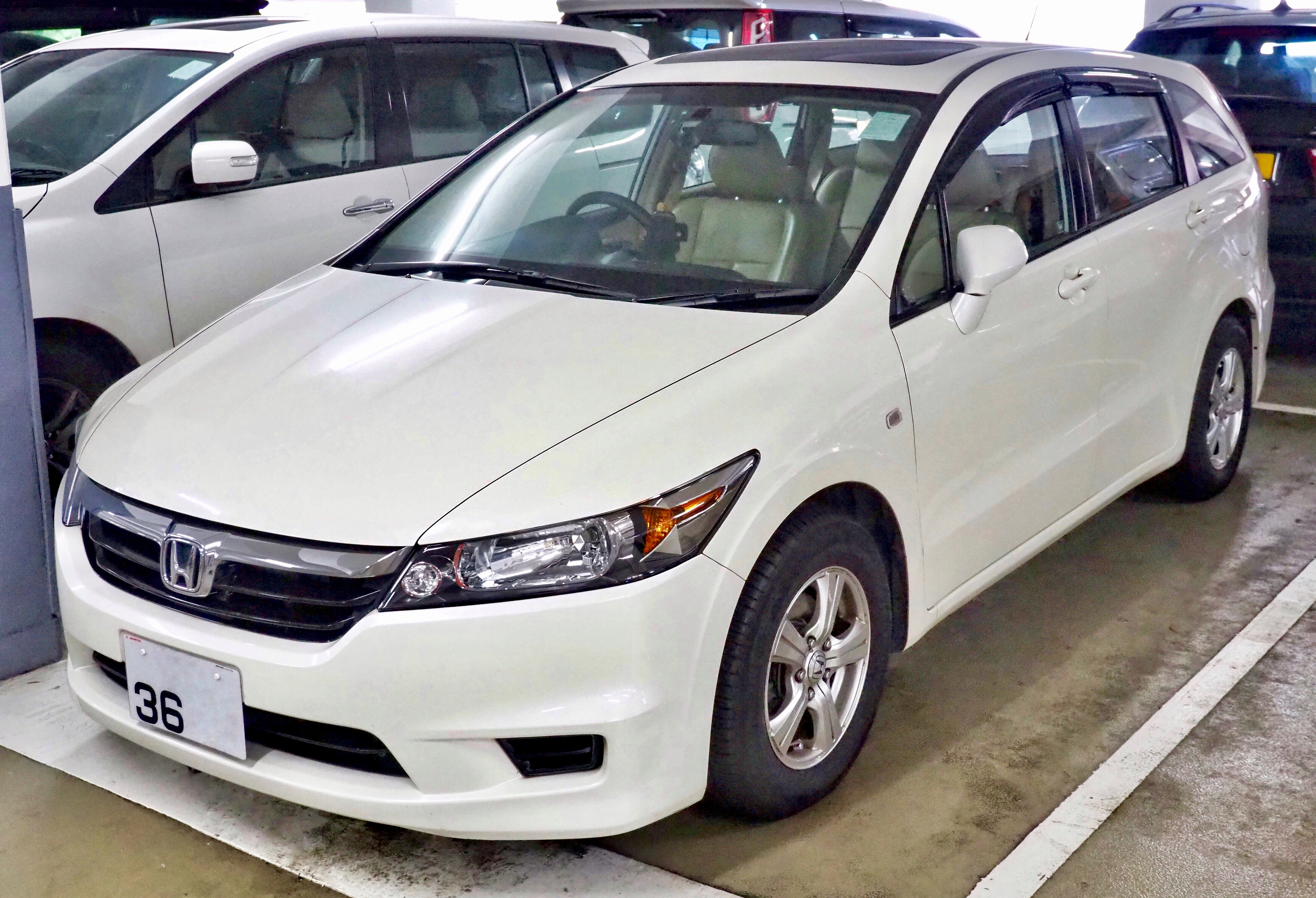
香港仕様 フロント

## 車名の由来
- Stream：英語で「流れ」「時流」の意味。新しい7人乗り車両の潮流を創り出すという意思を込めている。また、本田技研工業はかつて同名の三輪スクーターも製造していた。